# ロヴレンチチ・ゲルゲー
ロヴレンチチ・ゲルゲー（Lovrencsics Gergő 、1988年9月1日 - ）は、ハンガリー・ソルノク出身のプロサッカー選手。ハンガリー代表。HNKハイドゥク・スプリト所属。ポジションは、フォワード。

## 経歴

### クラブ
ブダペストのブダフォクでプロキャリアをスタート。2006年8月19日、バクタロラントハザVSE戦でデビュー。初年度は22試合で4ゴールを決めたが、チームはリーグ戦終了後に3部リーグに降格した。翌シーズンもチームに残留したが、昇格を逃したことでペーチMFCへの移籍を決断した。
ペーチ移籍後、2008年3月3日に移籍後初出場。3月15日のドゥナウーイヴァーロシュFC戦で移籍後初ゴール。
2013年7月13日、レンタルで加入していたレフ・ポズナンに完全移籍し2016年までの契約にサインした。
2016年7月5日、フェレンツヴァーロシュTCに移籍。

### 代表
2013年6月6日のクウェート戦でハンガリー代表デビュー。
2014年11月14日のフィンランド戦でゲラ・ゾルターンの決勝ゴールをアシスト、1-0の勝利に貢献した。
UEFA EURO 2016のメンバーにも選ばれ、グループステージのポルトガル戦に出場した。

## タイトル

### クラブ
レフ・ポズナン
- エクストラクラサ: 2014–15
- Polish SuperCup: 2015